# 栃木市立合戦場小学校
栃木市立合戦場小学校（とちぎしりつ かっせんば しょうがっこう）は、栃木県栃木市都賀町合戦場にある、市立小学校。2021年（令和3年）の児童数は14学級325人。

## 歴史
1873年（明治6年）11月25日に、合戦場宿・升塚村・平川村を学区とする淑慎学舎として創立した。翌1874年（明治7年）9月に升塚村に分校を設立し、升塚・平川両村の児童は分校に移籍した。この分校は1875年（明治8年）10月に郷保学校として独立した。1877年（明治10年）の児童数は淑慎学校が68人、郷保学校が45人で、淑慎学校は1年生から4年生まで2学級ずつ設置していた。淑慎学校は1881年（明治14年）に合戦場小学校に改称した。
1885年（明治18年）に、合戦場小学校は郷保学校を統合し、初等科4年・中等科2年・高等科2年を設置した。1887年（明治20年）5月の学区制改正に伴い、下都賀郡立栃木高等小学校が設置されたため、合戦場小学校は尋常科4年の学校に再編されたが、1年制の「温習科」が併設された。1889年（明治22年）、町村制施行により家中村が発足し、1892年（明治25年）5月に家中尋常小学校と改称し、旧・家中尋常小学校（現・栃木市立家中小学校）を「北校」とした。
1898年（明治31年）4月、家中尋常小学校南校に改称した。小学校令の改正により、授業料が廃止された1901年（明治34年）の児童数は192人で、義務教育が6年に延長された1908年（明治41年）には1年生から5年生まで5学級228人が在籍していた。この間、1903年（明治36年）に校地を御陣屋前へ移転した。
1910年（明治43年）、家中高等小学校は自校での授業を停止し、家中尋常小学校の北校と南校に並置する形に移行し、翌1911年（明治44年）3月に正式に廃校した。これに伴い、1911年（明治44年）に家中尋常高等小学校南校と改名し、尋常科6年と高等科2年を設置した。同年の児童数は尋常科が6学級277人、高等科が1学級35人であった。
1941年（昭和16年）、家中村立南国民学校に改称し、441人が在籍した。1947年（昭和22年）には家中村立家中南小学校となり、470人が在籍した。続いて、1955年（昭和30年）に都賀村立合戦場小学校、1963年（昭和38年）に都賀町立合戦場小学校と改称した。1981年（昭和56年）3月に528,298,060円をかけて校舎が新築された。
2010年（平成22年）3月29日、栃木市立合戦場小学校に改称した。2011年（平成23年）、鉄骨構造1階建ての体育館（1,083 m2）が竣工した。

## 教育の特色
教育目標は「笑顔〜まなび ふれあい げんき〜」、目指す学校像は「一人一人が輝く、みんなで高める 今日も来て良かったと思える学校」である。
総合的な学習の時間に日立製作所の創業者である小平浪平について学習する。2022年（令和4年）度は合戦場郵便局長が小平について児童の前で講演し、6年生は修学旅行先の偉人である野口英世と比較しながら小平のことを学んだ。
学区内の都賀町合戦場に小平の生家があり、小平は淑慎学舎と呼ばれていた1880年（明治13年）に合戦場小学校へ入学している。1960年（昭和35年）には、日立製作所から創立50周年を記念して100万円が贈られ、小平記念図書館が校地に建設された。小平記念図書館は1981年（昭和56年）の校舎建て替えに伴って取り壊されたが、新校舎の3階に設けられた歴史資料室に、当時の写真などの資料が展示されている。

## 施設開放

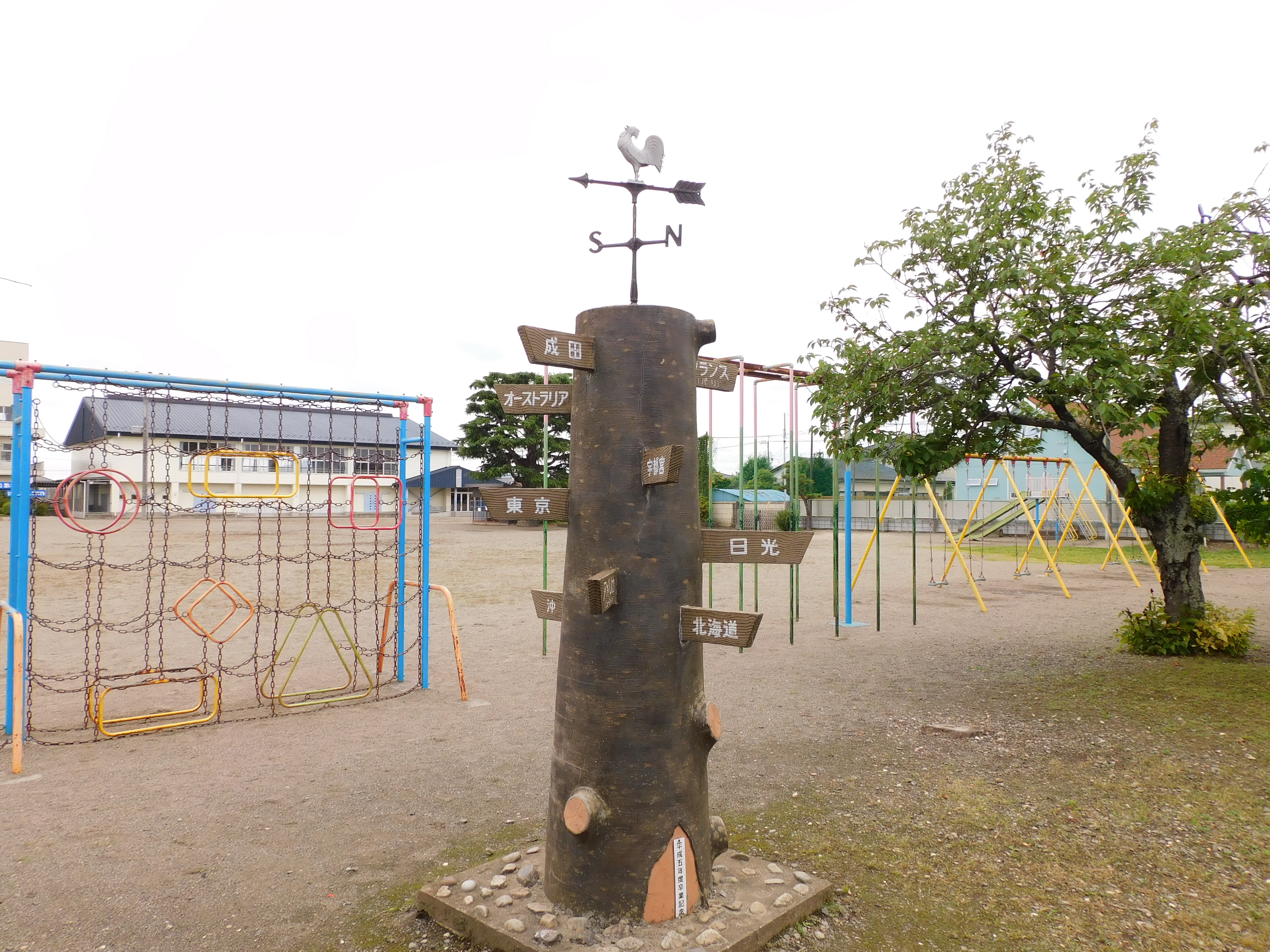
運動場と遊具

運動場と体育館は、平日夜間と休日に一般貸出を行っている。また、体育館は洪水時の避難場所、都賀第1投票所として利用される。

## 通学区域
栃木県栃木市のうち
- 都賀町合戦場（一部除く）
- 都賀町平川（上河原の一部を除く）
- 都賀町升塚
- 都賀町家中の一部

教育委員会指定の学区は以上の通りであるが、市町村合併により旧・栃木市内の栃木市立大宮北小学校・栃木市立吹上小学校の学区の一部は両校よりも合戦場小学校の方が通学距離が短くなった。このため、保護者が教育委員会へ申請すれば、旧・栃木市内の2小学校の学区の児童の通学先を合戦場小学校へ変更することができるようになった。
学区内には、げんきっこ第1学童保育とげんきっこ第2学童保育の2つの学童保育がある。この学童保育は、土曜日に都賀地域全域から学童を預かる。